# فابيو راموس
فابيو راموس (بالإسبانية: Fabio Ramos)‏ (14 يونيو 1980 بأريغوا، باراغواي في باراغواي - ) هو مدرب كرة قدم ولاعب كرة قدم باراغواياني في مركز الوسط. شارك مع منتخب باراغواي لكرة القدم. أما مع النوادي، فقد لعب مع أتليتيكو توكومان ونادي إيميلك ونادي ريو أفي وناسيونال أسونسيون وCusco FC ‏ وIndependiente F.B.C. ‏.

## روابط خارجية
- فابيو راموس على موقع إي إس بي إن إف سي (الإنجليزية)
- فابيو راموس على موقع قاعدة بيانات كرة القدم.إي يو (الإنجليزية)
- فابيو راموس على موقع ناشيونال فوتبول تيمز (الإنجليزية)